# Владимир Белић
Владимир Белић (Краљево, 1. новембар 1968) је бивши југословенски и српски фудбалер.

## Каријера
Почео је да се бави фудбалом у ФК Гоч. Наступао је за све селекције Гоча, све до 1989. године, када одлази у ОФК Београд. После годину дана, растаје се са ОФК Београдом и каријеру наставља у Змају из Земуна, да би се после 4 године вратио у Врњачку Бању, где ће наступати за Маслачак, а касније и за матични клуб Гоч, где завршава своју каријеру. У међувремену, 1997. године, дипломира на машинском факултету у Београду на смеру за термотехнику са оценом 10. Годину дана касније, завршава вишу тренерску школу, на Факултету за физичку културу у Новом Саду и дипломира са оценом 10.
Године 2001. заједно са Гораном Вучељићем оснива ФК Волеј, са којим остварује велике успехе као тренер.
Године 2007. постао је власник УЕФА Б лиценце.
Године 2011. преузима ФК Гоч са којим остварује велике успехе као тренер омладинаца и првог тима. После годину дана напушта клуб и преузима фудбалски клуб Врњци.
У јуну 2013. године одлази у Мелбурн, Аустралија.